# Partiële druk
De partiële druk of partieeldruk van een gas in een mengsel, is dat deel van de druk van het mengsel dat afkomstig is van dat gas. Dat is, als we de ideale gaswet gebruiken, hetzelfde als de druk die er zou heersen als je alle andere gasmoleculen wegneemt en alle andere omstandigheden constant houdt. Indien n gassen gemengd worden, elk met een molfractie χi, en de totale druk van het gasmengsel is gelijk aan P, dan wordt de partiële druk van een gas A gegeven door:
{\displaystyle p_{A}=\chi _{A}\cdot P}
De partiële druk van zuurstof in lucht (21% v/v van de lucht is zuurstof) is 21% van de totale druk. Als we plotseling stikstof, argon en water uit de lucht weg zouden laten, zou de druk afnemen van 1,00 tot 0,21 atmosfeer.